# Dicronychus schmalfussi
Dicronychus schmalfussi is een keversoort uit de familie kniptorren (Elateridae). De wetenschappelijke naam van de soort is voor het eerst geldig gepubliceerd in 1984 door Chassain.